# Нова Красношора
Нова́ Красношора — село в Україні, у Чудейській сільській громаді Чернівецького району Чернівецької області.

## Географія
Через село тече річка Чудей, права притока Серетелі. На північ від села розташована ботанічна пам'ятка природи «Праліс модрини європейської» і заповідне урочище «Рибне», на північний захід від села — заповідне урочище «Дубівка», на захід від села — заповідне урочище «Квітка».

## Історія
За переписом 1900 року в селі «Нова Гута» було 95 будинків, проживали 559 мешканців (138 українців, 29 румунів, 390 німців і 2 поляки). А у фільварку було 4 будинки і проживало 30 мешканців (26 німців і 4 румуни).